# سيلفر غروف
سيلفر غروف (بالإنجليزية: Silver Grove, Kentucky)‏ هي مدينة تقع في مقاطعة كامببيل، كنتاكي بولاية كنتاكي في وسط جنوب شرق الولايات المتحدة. تبلغ مساحة هذه المدينة 5.6 (كم²)، وترتفع عن سطح البحر 151 م، بلغ عدد سكانها 1102 نسمة في عام 2010 حسب إحصاء مكتب تعداد الولايات المتحدة وتصل الكثافة السكانية فيها 386 نسمة/كم2.

## التركيبة السكانية
حدّد مكتب تعداد الولايات المتحدة بيانات التركيبة السكانية لسيلفر غروف في تعداد الولايات المتحدة. في ما يلي، التركيبة السكانية حسب تعدادي 2000 و2010.

### تعداد عام 2000
بلغ عدد سكان سيلفر غروف 1,215 نسمة بحسب تعداد عام 2000، وبلغ عدد الأسر 474 أسرة وعدد العائلات 317 عائلة مقيمة في المدينة. في حين سجلت الكثافة السكانية 285.9 نسمة لكل كيلومتر مربع (740.5/ميل2). وبلغ عدد الوحدات السكنية 496 وحدة بمتوسط كثافة قدره 116.7 لكل كيلومتر مربع (302.3/ميل2).
وتوزع التركيب العرقي للمدينة بنسبة 98.44% من البيض و0.16% من الأمريكيين الأفارقة و0.41% من الأمريكيين الأصليين و0.08% من الأمريكيين ذوي الأصول الآسيوية و0.25% من الأعراق الأخرى و0.66% من عرقين مختلطين أو أكثر و2.55% من الهسبانيون أو اللاتينيون من أي عرق.
بلغ عدد الأسر 474 أسرة كانت نسبة 39.2% منها لديها أطفال تحت سن الثامنة عشر تعيش معهم، وبلغت نسبة الأزواج القاطنين مع بعضهم البعض 51.5% من أصل المجموع الكلي للأسر، ونسبة 10.8% من الأسر كان لديها معيلات من الإناث دون وجود شريك،  بينما كانت نسبة 4.6% من الأسر لديها معيلون من الذكور دون وجود شريكة وكانت نسبة 33.1% من غير العائلات. تألفت نسبة 30.6% من أصل جميع الأسر من عدة أفراد يعيشون في نفس المنزل ونسبة 9.3% كانت تتألف من شخص يعيش بمفرده يبلغ من العمر 65 عاماً أو أكثر. وبلغ متوسط حجم الأسرة المعيشية 2.56، أما متوسط حجم العائلات فبلغ 3.16.
بلغ العمر الوسطي للسكان 32.1 عاماً. وكانت نسبة 28.1% من القاطنين تحت سن الثامنة عشر، وكانت نسبة 10% بين الثامنة عشر والرابعة والعشرين عاماً، ونسبة 32.4% كانت واقعةً في الفئة العمرية ما بين الخامسة والعشرين والرابعة والأربعين عاماً، ونسبة 17.9% كانت ما بين الخامسة والأربعين والرابعة والستين، ونسبة 11.4% كانت ضمن فئة الخامسة والستين عاماً فما فوق. يوجد لكل 100 أنثى 115.7 ذكر، ويوجد لكل 100 أنثى في الثامنة عشر من عمرها فما فوق 110.1 ذكر.
بلغ متوسط دخل الأسرة في المدينة 32,448 دولارًا، أما متوسط دخل العائلة فبلغ 41,691 دولارًا. وكان متوسط دخل الذكور 36,083 دولارًا مقابل 23,977 دولارًا للإناث. وسجل دخل الفرد الخاص بالمدينة 15,129 دولارًا. وكانت نسبة 8.8% من العائلات ونسبة 10.7% من السكان تحت خط الفقر، وكان من هؤلاء نسبة 13% تحت سن الثامنة عشر ونسبة 12.9% في الخامسة والستين من العمر وما فوق.

### تعداد عام 2010
بلغ عدد سكان سيلفر غروف 1,102 نسمة بحسب تعداد عام 2010، وبلغ عدد الأسر 417 أسرة وعدد العائلات 260 عائلة مقيمة في المدينة. في حين سجلت الكثافة السكانية 259.3 نسمة لكل كيلومتر مربع (671.6/ميل2). وبلغ عدد الوحدات السكنية 482 وحدة بمتوسط كثافة قدره 113.4 لكل كيلومتر مربع (293.7/ميل2).
وتوزع التركيب العرقي للمدينة بنسبة 98% من البيض و0.09% من الأمريكيين الأفارقة و0.09% من الأمريكيين ذوي الأصول الآسيوية و0.36% من الأعراق الأخرى و1.45% من عرقين مختلطين أو أكثر و0.18% من الهسبانيون أو اللاتينيون من أي عرق.
بلغ عدد الأسر 417 أسرة كانت نسبة 38.4% منها لديها أطفال تحت سن الثامنة عشر تعيش معهم، وبلغت نسبة الأزواج القاطنين مع بعضهم البعض 42.2% من أصل المجموع الكلي للأسر، ونسبة 11.5% من الأسر كان لديها معيلات من الإناث دون وجود شريك،  بينما كانت نسبة 8.6% من الأسر لديها معيلون من الذكور دون وجود شريكة وكانت نسبة 37.6% من غير العائلات. تألفت نسبة 30.2% من أصل جميع الأسر من عدة أفراد يعيشون في نفس المنزل ونسبة 6.7% كانت تتألف من شخص يعيش بمفرده يبلغ من العمر 65 عاماً أو أكثر. وبلغ متوسط حجم الأسرة المعيشية 2.63، أما متوسط حجم العائلات فبلغ 3.31.
بلغ العمر الوسطي للسكان 34.9 عاماً. وكانت نسبة 28% من القاطنين تحت سن الثامنة عشر، وكانت نسبة 8.3% بين الثامنة عشر والرابعة والعشرين عاماً، ونسبة 30.6% كانت واقعةً في الفئة العمرية ما بين الخامسة والعشرين والرابعة والأربعين عاماً، ونسبة 23.3% كانت ما بين الخامسة والأربعين والرابعة والستين، ونسبة 9.7% كانت ضمن فئة الخامسة والستين عاماً فما فوق. وتوزع التركيب الجنسي للسكان بنسبة 53.6% ذكور و46.4% إناث.

## وصلات خارجية
- The US50 - Cities and Towns in Kentucky State